# Răzvan Tincu
Răzvan Tincu (n. 15 iulie 1988, Satu Mare, România) este un fotbalist român, care joacă pe post de fundaș la Minaur Baia Mare în Liga a III-a.
În trecut el a mai jucat și la Rapid II cu care a câștigat campionatul de juniori A.Într-un interviu acordat site-lui oficial al clubului FC Botoșani a declarat  că promovarea la prima echipă a Rapidului și câștigarea campionatului de juniori au  fost cele mai frumoase momente din cariera lui de până acum.Jucătorul lui preferat este Alessandro Nesta, iar echipa preferată AC Milan. S-a transferat în vara anului 2011 la Poli Iași. În vara anului 2013, Tincu s-a întors la FC Botoșani.